# آب‌های بی‌اکسیژن

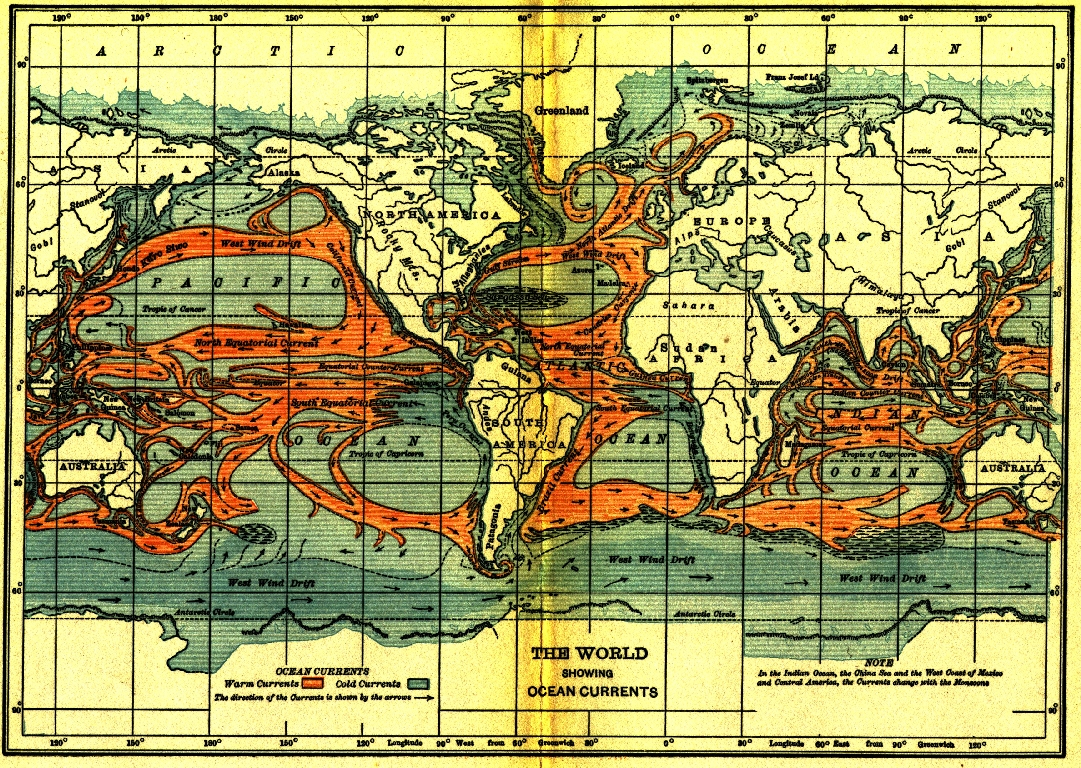
از اوایل ۱۹۱۱، جریان‌های اقیانوسی بزرگ به خوبی نقشه‌برداری و درک شده‌اند، البته بدون درک چگونگی تأثیر منطقه‌ای آن‌ها بر شرایط جهانی و اقلیم‌شناسی امروز.

آب‌های بی‌اکسیژن به مناطقی از آب دریا یا آب شیرین گفته می‌شود که اکسیژن محلول در آن‌ها یافت نمی‌شود. این وضعیت بیشتر در پهنه‌هایی که تبادل آب آن‌ها محدود است دیده‌می‌شود.
در اغلب موارد، اکسیژن از رسیدن به سطوح عمیق‌تر توسط یک مانع فیزیکی (گل و لای) یا طبقه‌ای از آب با تراکم چگالی، مثل آب‌های زیادنمک‌دار، جلوگیری می‌شود. شرایط بی‌اکسیژنی در صورتی رخ خواهد داد که نرخ اکسیداسیون مواد آلی توسط باکتری‌ها بیشتر از تأمین اکسیژن محلول در آب است.
آب بی‌اکسیژن یک پدیده طبیعی است و در طول تاریخ زمین‌شناسی رخ‌داده است. حوضه‌های بی‌اکسیژن در حال حاضر برای مثال در دریای بالتیک و در جاهای دیگر (پایین را ببینید) وجود دارند. به تازگی، نشانه‌هایی دیده‌شده‌اند که انباشت آب باعث گسترش آب‌های بی‌اکسیژن در مناطقی مثل دریای بالتیک و خلیج مکزیک گشته‌است.

## حوضه‌های معروف بی‌اکسیژن
- حوضه بانوک، شرق دریای مدیترانه؛
- حوضهٔ دریای سیاه، اروپای شرقی، کمتر از ۵۰ متر (۱۵۰ فوت)؛
- حوضهٔ دریای خزر،کمتر از ۱۰۰ متر (۳۰۰ فوت)؛
- حوضه کرایکا، شمال مرکزی ونزوئلا؛
- حوضه گاتلند، در بالتیک نزدیک سوئد؛
- حوضه لااتالانته، شرق دریای مدیترانه؛
- ماریاجر فیورد، دانمارک؛
- حوضه اورکا شمال شرقی خلیج مکزیک؛
- سانیش، جزیره ونکوور، کانادا؛

## تعریف واژه‌ها
1. ↑  اکسیژن محلول، اندازه نسبی مقدار اکسیژنی است که در مادهٔ دیگری حل شده است.
2. ↑  Hypersaline به قسمتی از آب محصور در خشکی با سطوحی نمک‌دار، حتی بیشتر از مقدار نمک در آب دریا می‌گویند که حاوی مقادیر قابل توجهی از سدیم کلرید یا نمک‌های معدنی دیگر است.